# 팔라이아
팔라이아 (Palaia) 이탈리아 토스카나주의 피사도에 위치한 코무네 (지방자치단체)이다. 피렌체에서 남서쪽 약 45 킬로미터 (28 mi) 피사에서 동남쪽 약 30 킬로미터 (19 mi) 거리에 있다.
카판놀리, 몬타이오네, 몬토폴리인발다르노, 페촐리, 폰테데라, 산미니아토 등과 경계를 이루고 있다.

## 같이 보기
- 보나미코 - '우나 디 팔라이아'라고도 알려진 이탈리아 품종 포도로 팔라이아에서 기원했을 것으로 추정